# Milan Kadlec (moderní pětibojař)
Milan Kadlec (3. prosince 1958 Kladno – 24. srpna 2001 Bělá pod Bezdězem) byl československý a český moderní pětibojař, který patřil do světové špičky 80. let. Byl vicemistrem světa z roku 1987.
Po předčasném skonu rodičů pobýval i v dětském domově, později vyrůstal ve velmi skromných poměrech se svou babičkou. V dětství střídal moderní pětiboj s fotbalem. V roce 1977 narukoval na vojenskou službu do Dukly Banská Bystrica, kde strávil největší část své kariéry.
V roce 1977 byl stříbrný na juniorském mistrovství Československa, o dva roky později získal první medaili ze seniorského šampionátu, bronzovou. Mistrem Československa se pak stal opakovaně v letech 1981, 1983, 1985, 1986, 1987 a 1991. V roce 1980 obsadil osmé místo v individuálním závodě a společně se zkušenějšími Janem Bártů a Bohumilem Starnovským členy družstva šesté v týmovém závodě na olympijských hrách 1980 v Moskvě. Mezi nejlepší pětibojaře světa patřil i před olympijskými hrami 1984 (sedmý na mistrovství světa 1983), do Los Angeles ale kvůli bojkotu zemí socialistického bloku neodcestoval. Místo toho se zúčastnil her Družba 84, kde skončil třetí za László Fábiánem z Maďarska a Anatolijem Starostinem ze Sovětského svazu a vedle toho druhý v týmové soutěži. V roce 1987 se stal vicemistrem světa, když podlehl pouze Francouzi Joëlu Bouzouovi a vybojoval tak pro Československo vůbec první medaili z mistrovství světa v historii. Na mistrovství Evropy byl také druhý za Józsefem Demeterem a v premiérovém závodě štafet s Blažkem a Šemetkou obsadili za Sovětským svazem a Maďarskem třetí místo. Za tyto úspěchy obsadil i třetí místo v anketě Sportovec roku. O rok později na olympijských hrách v Soulu obsadil po ztrátě ve střelbě jedenácté místo, družstvo bylo šesté. V následujícím roce získali českoslovenští pětibojaři bronz na mistrovství světa a v roce 1990 on sám vybojoval svou druhou individuální medaili, když obsadil na světovém šampionátu v Lahti třetí místo. Neprobojoval se ale na olympijské hry 1992 do Barcelony a po mistrovství světa 1994 kariéru ukončil. Jeho nejsilnější disciplínou byl běh, ve kterém byl považovaný za nejlepšího na světě, slabinou plavání.
Následně krátce působil jako trenér a zejména se věnoval pracím v chovu koní, zároveň se ale vyrovnával s přehnanou konzumací alkoholu, která přispěla k jeho sebevraždě ve věku 42 let. Stejný způsobem ukončil svůj život i jeho otec.
Byl ženatý a měl dceru Veroniku. Je pohřben v Dolních Chabrech.
Byl uveden do Síně slávy českého moderního pětiboje. Od roku 2003 se na jeho památku pořádá Memoriál Milana Kadlece.